# Cognettia sphagnetorum
Cognettia sphagnetorum is een ringworm uit de familie van de Enchytraeidae. De wetenschappelijke naam van de soort is voor het eerst geldig gepubliceerd in 1877 door Veydovsky. Recent genetisch onderzoek heeft echter aangetoond dat Cognettia sphagnetorum eigenlijk een verzameling is van ten minste vier verschillende soorten, die geen monofyletische groep vormen. Het debat over de geldigheid van het geslacht Cognettia, evenals de identificatie van mogelijke senior synoniemen, heeft geleid tot een herziening van de generieke toewijzing van soorten binnen Cognettia. Dit heeft geresulteerd in de overdracht van bepaalde soorten naar het genus Euenchytraeus en anderen, inclusief Cognettia sphagnetorum, naar Chamaedrilus.